# جزيرة سالاواتي
جزيرة سالاواتي هي إحدى الجزر الرئيسية الأربعة في جزر راجا أمبات في مقاطعة بابوا الغربية في إندونيسيا. مساحتها 1623 كم².